# Кырыку, Анатолий
Анато́лий Кыры́ку (рум. Anatolii Cîrîcu; род. 14 сентября 1988, Кагул, Кагульский район) — молдавский тяжелоатлет, чемпион Европы 2012 года в весовой категории до 94 килограмм.

## Карьера
Первым крупным международным соревнованием для Анатолий Кырыку стал Чемпионат мира среди юниоров в 2007 году, где в категории до 85 килограмм он занял второе место. Спустя два года, он принял участие во взрослом Чемпионате мира и занял 11 местов категории до 94 килограмм.
На чемпионате Европы 2010 для спортсменов до 23 лет выиграл золотую медаль, а на взрослом чемпионате Европы в том же году, который проходил в Минске получил бронзовую медаль после дисквалификации азербайджанского спортсмена Ровшана Фатуллаева. На Чемпионате мира-2010 показал девятый результат.
В 2011 году на чемпионате Европы в Казани занял второе место, а на чемпионате мира — восьмое.
В 2012 году стал чемпионом Европы в турецкой Анталье. А на Олимпийских играх в Лондоне выиграл бронзовую медаль в категории до 94 килограмм подняв в общей сложности 407 килограмм.
В августе 2016 года допинг-проба Кырыку оказалась положительной в результате перепроверки Международным олимпийским комитетом (МОК) анализов спортсменов-участников Игр в Лондоне. Проба Кырыку дала положительный результат на дегидрохлорметилтестостерон, относящийся к анаболическим веществам. IWF временно дисквалифицировала 27-летнего молдавского штангиста. Теперь МОК примет решение о том, изымать ли олимпийскую медаль у Кырыку, после чего IWF вынесет вердикт о возможных санкциях.